# Kevin Spraggett
Kevin Spraggett (* 10. November 1954 in Montreal) ist ein kanadischer Schachmeister.

## Leben
Spraggett begann seine Profilaufbahn in den 1980er Jahren: Er gewann 1983 das New York-Open, 1985 wurde er Commonwealth-Meister. Fünf Mal (1984, 1986, 1989, 1994 und 1996) gewann er die kanadische Meisterschaft, acht Mal das Kanada-Open (1983, 1987, 1993, 1995, 1996, 1998, 1999, 2000). Spraggett wurde beim Interzonenturnier in Taxco de Alarcón 1985 Vierter und qualifizierte sich damit erstmals für das Kandidatenturnier in Montpellier (ausgetragen im selben Jahr). Er nahm im darauffolgenden Ausscheidungszyklus erneut teil und traf in der ersten Runde der Kandidatenkämpfe 1988 auf Andreï Sokolov, den er nach Stichkämpfen sensationell besiegen konnte. Erst im Viertelfinale 1989 wurde Spraggett vom Russen Artur Jussupow durch eine knappe Niederlage (4:5, in Québec) gestoppt.
Zwischen 1986 und 2002 nahm Spraggett, der seit einigen Jahren in Südeuropa ansässig ist, für Kanada an acht Schacholympiaden teil (nur 1988 fehlte er), wobei seine Silbermedaille 2000 für das zweitbeste Individualergebnis sein bisheriger Höhepunkt ist. Seine Elo-Zahl beträgt 2561 (Stand: Dezember 2014), womit er Platz 3 auf der kanadischen Rangliste belegt. Seine bisher höchste Elo-Zahl lag bei 2633 im Januar 2007.
In der britischen Four Nations Chess League spielte Spraggett von 1998 bis 2004 bei Slough und gewann den Wettbewerb 1999 und 2000. In Portugal spielte er für die Mannschaft von Boavista Porto, mit der er am European Club Cup 1993 teilnahm, in Belgien in der Saison 2007/08 für Cercle des Echecs de Charleroi. In der spanischen Mannschaftsmeisterschaft spielte er 1996 und 1997 für die Mannschaft von CE Barcino Barcelona, mit der er 1997 Meister wurde, 1999 für RC Labradores Sevilla, 2008 für Sestao XT sowie von 2013 bis 2015 für CE Escola d'Escacs de Barcelona.